# پوسترکوو
پوسترکوو (به چکی: Postřekov) یک منطقهٔ مسکونی در جمهوری چک است که در ناحیه دوماژلیتسه واقع شده‌است. پوسترکوو ۱۸٫۹۲ کیلومتر مربع مساحت و ۱٬۱۲۸ نفر جمعیت دارد و ۴۷۰ متر بالاتر از سطح دریا واقع شده‌است.